# Kantoorgebouw Coöperatieve Centrale Boerenleenbank

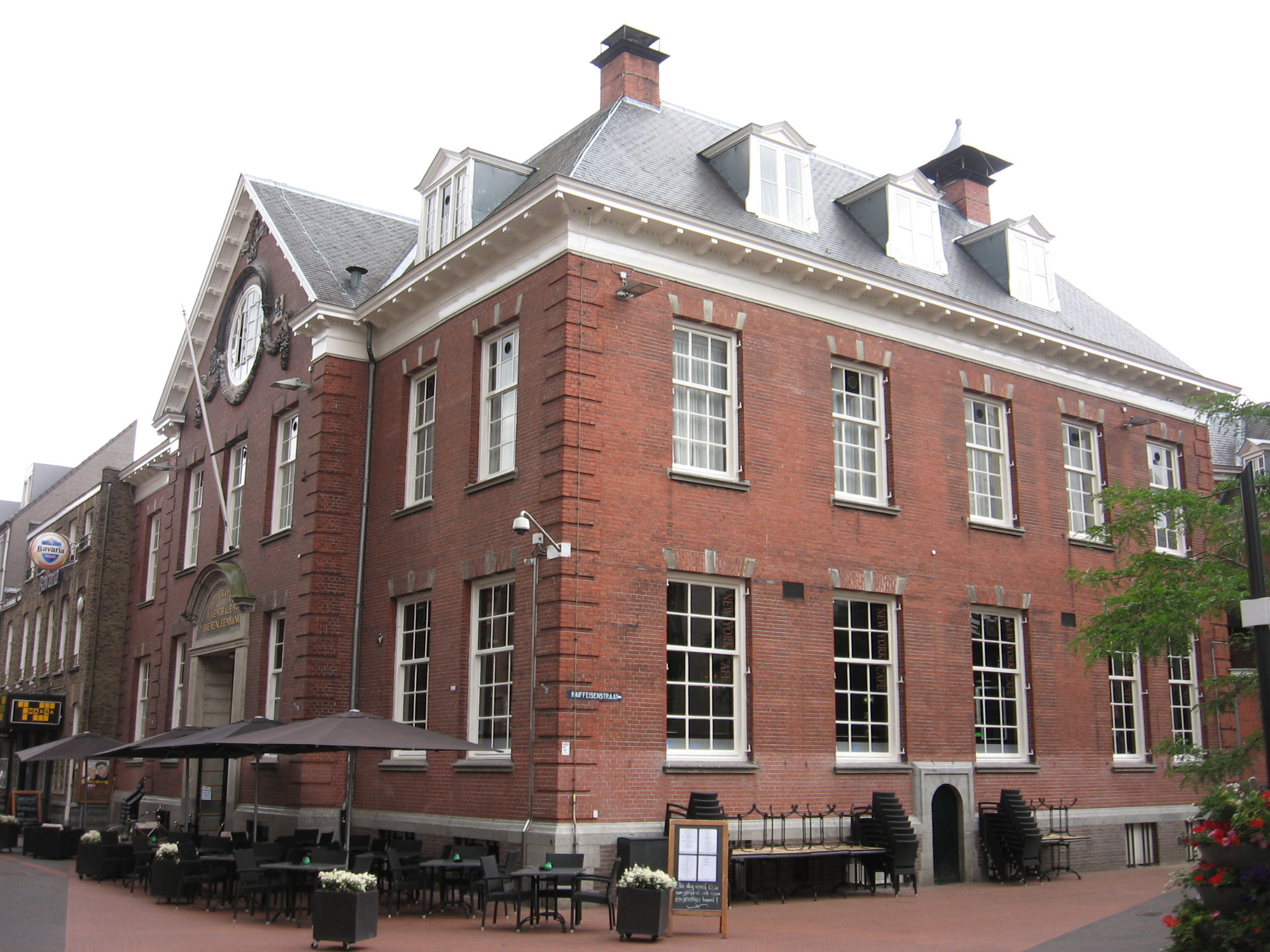
Het monumentale pand

Het (voormalige) kantoorgebouw Coöperatieve Centrale Boerenleenbank aan de Dommelstraat in de Noord-Brabantse stad Eindhoven is een bouwwerk uit 1909 naar een ontwerp van Jan Stuyt. Het gebouw, geheel uitgevoerd in Um 1800-stijl is een rijksmonument.
De gevel opgetrokken uit baksteen is rijk gedecoreerd, met classicistische elementen. De topgevel van de ingang heeft een rond raam in een omlijsting van guirlandes. Bovenaan zijn de wapenschilden aangebracht van Nederland, Eindhoven en de coöperatieve landbouwverenigingen. Aan de achterzijde van het bankgebouw bevindt zich een traptoren met spits.